# Christine von Salm

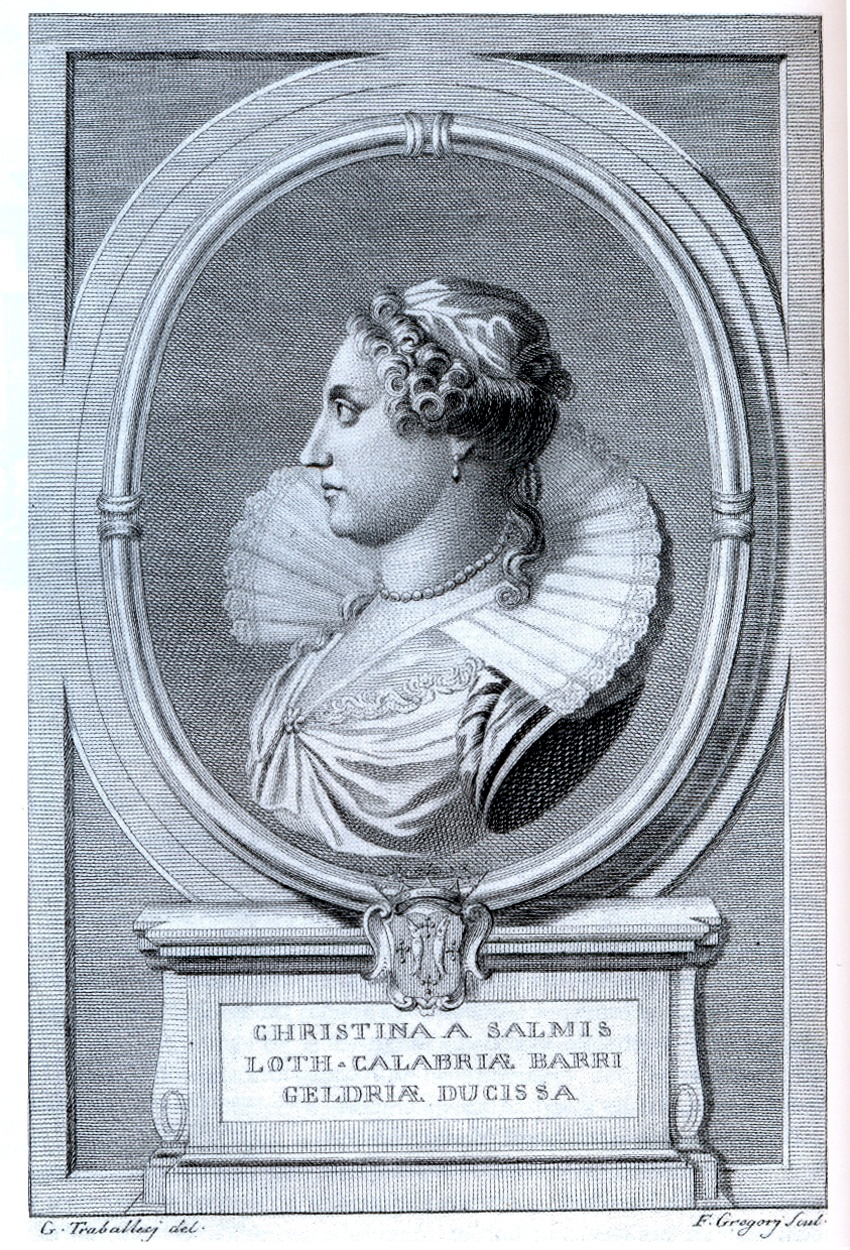
Christine von Salm als Herzogin von Lothringen

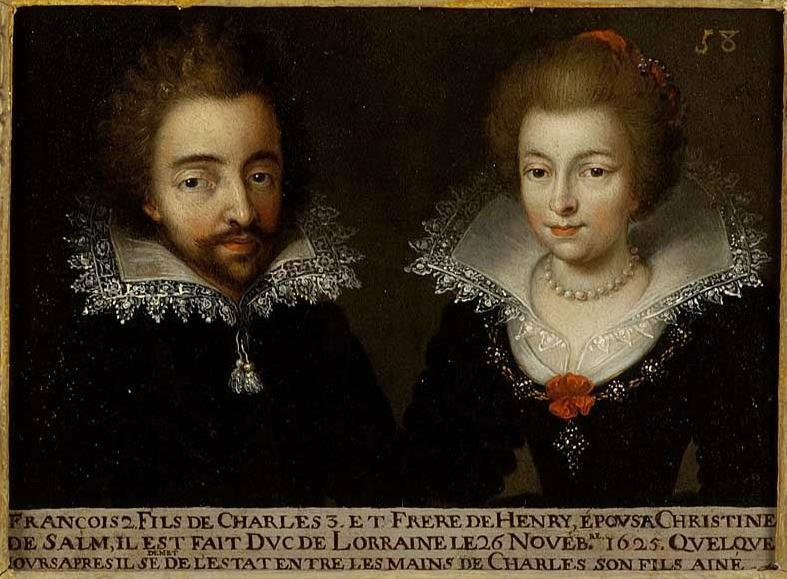
Doppelporträt von Franz von Lothringen und Christine von Salm, Uffizien, Florenz

Christine Katharina Gräfin von Salm (* Mai 1575; † 31. Dezember 1627) war durch Heirat mit Franz von Lothringen seit 1597 eine Gräfin von Vaudémont sowie im November 1625 für fünf Tage Herzogin von Lothringen und Bar. Als Urgroßmutter des römisch-deutschen Kaisers Franz I. Stephan ist sie Ahnfrau des Kaiserhauses Habsburg-Lothringen.

## Leben
Christine von Salm wurde als einzige Tochter des Grafen Paul von Salm-Badenweiler (um 1535–1584) und dessen Gattin Maria Le Veneur de Tillières (1553–1600)  in die obersalmische Linie des damals noch gräflichen Hauses Salm geboren. Ihr Urgroßonkel war der Renaissance-Feldherr Niklas Graf Salm der Ältere. Ihr Bruder Karl starb 1588. Damit rückte Christine an den ersten Platz der Erbfolge ihres Familienzweiges in der Grafschaft Salm (Obersalm, französisch: Salm-en-Vosges). Am 12. März 1597 heiratete sie in Nancy Franz, den jüngsten Sohn des lothringischen Herzogs Karl III. Ihre Schwiegermutter wurde Claudia von Valois, die Tochter des französischen Königs Heinrich II. und dessen Gattin Katharina, geborene von Medici. Mit ihrem Gemahl, dem sie als Erbgräfin die Hälfte der obersalmischen Grafschaft Salm in die Ehe brachte, hatte sie folgende Nachkommen:
- Heinrich (* 1602; † 1611), Marquis de Hattonchatel
- Karl IV. (* 1604; † 1675), Herzog von Lothringen
- Henriette (* 1605; † 1660) ⚭
  1. 1621 Louis de Guise († 1631), Fürst von Pfalzburg und Lixheim
  2. 1643 Charles Guasco Marchese de Sallerio, 1644 Reichsfürst von Pfalzburg und Lixheim
  3. 1649 Cristovão de Moura, Conde de Lumiares, Sohn von Manuel de Moura, Marquês de Castelo Rodrigo
  4. 1652 Giuseppe Francesco de Grimaldi († 1693), Fürst von Pfalzburg und Lixheim
- Nikolaus Franz (* 1609; † 1670), Kardinal, dann Herzog von Lothringen
- Magarete (* 1615; † 1672), ⚭ 1632 Jean-Baptiste Gaston de Bourbon, Herzog von Orléans
- Christine (* 1621; † 1622)

Ihr Onkel (Bruder des Vaters), Graf Anton von Salm, rettete als letzter Abt von Kloster Hornbach die Reliquien des Heiligen Pirminius vor dem Zugriff des der Reformation anhängenden Landesherrn und wirkte 1556/57 als Präsident des Reichskammergerichts zu Speyer.